# Ignacio Correas (La Plata)
Ignacio Correas es una pequeña localidad rural ubicada en la zona al sur del partido de La Plata, provincia de Buenos Aires, a 19 km de distancia del centro de la ciudad.

## Toponimia
Su nombre se debe a quien fuera dueño de los terrenos en los que se asienta y tiene una estación ferroviaria correspondiente al Ferrocarril General Roca, cuyo ramal está desactivado.

## Descripción
La principal actividad de Ignacio Correas es agrícola-ganadera, en la que destacan algunos establecimientos de importancia.  La población estable no supera los 150 habitantes, aunque también hay casa-quintas utilizadas por algunos platenses para pasar allí los fines de semana o la temporada estival. Una actividad que se está practicando cada vez más en la zona es el polo de campo.

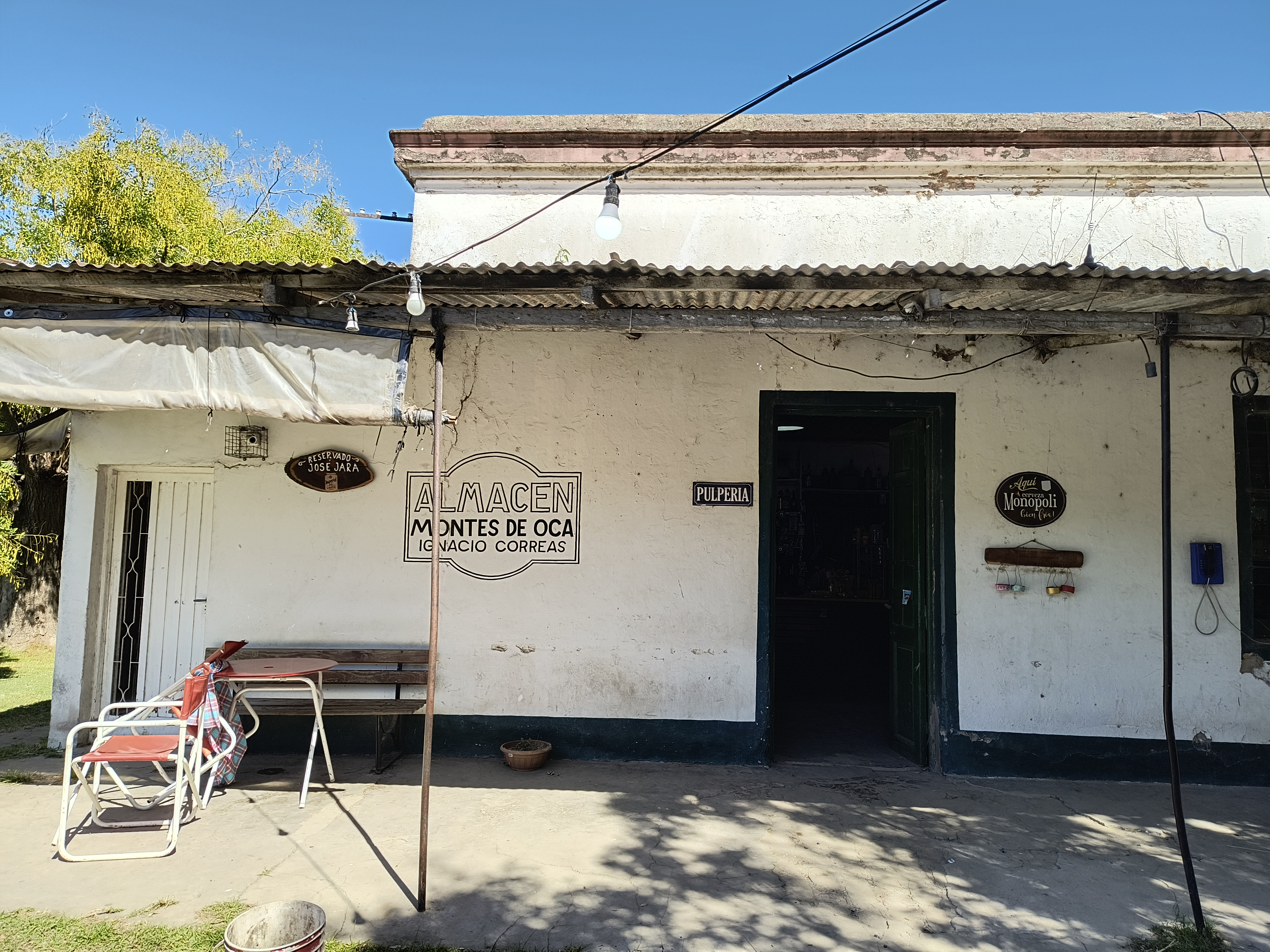
Pulpería de Ignacio Correas sobre la ruta 30

Uno de los principales problemas de la localidad de Ignacio Correas es la falta de comunicación con el centro de La Plata. La única vía directa a la ciudad es la calle 29, que permaneció durante casi un siglo sin asfaltar. Fue así que en la década del '90 afloraron las protestas y los tractorazos, hasta que finalmente se consiguió una precaria capa asfáltica que permite el tránsito de ómnibus y ambulancias.
Entre los paisajes atractivos se encuentra el arroyo El Pescado, en el que se practica la pesca desde el puente ubicado sobre la propia calle 29 o desde el que sostiene a la vieja vía del ferrocarril. También hay una iglesia, Santa Marta, donde se ofician misas de casamiento.

### Población
Cuenta con 108 habitantes (Indec, 2010), lo que representa un descenso del 21% frente a los 138 habitantes (Indec, 2001) del censo anterior.
| Gráfica de evolución demográfica de Ignacio Correas entre 1991 y 2010 |
|                                                                       |
| Fuente: Censos nacionales del INDEC                                   |

### Sismicidad
La región responde a las subfallas «del río Paraná», y «del río de la Plata», y a la falla de «Punta del Este», con sismicidad baja; y su última expresión se produjo el 30 de noviembre de 2018 (6 años), a las 10:27 UTC-3, con una magnitud de 3,8 en la escala de Richter.
La Defensa Civil municipal debe advertir sobre escuchar y obedecer acerca de 
Área de
- Tormentas severas, algo periódicas
- Baja sismicidad, con silencio sísmico de 6 años